# Cristiana Muscardini
Cristiana Muscardini (née le 6 novembre 1948 à Cannobio) est une femme politique italienne, ancienne présidente de l'Alliance pour l'Europe des Nations, un parti politique européen.

## Biographie
Diplômée en philosophie, Cristiana Muscardini dirige le FUAN et fait également partie de l'exécutif du Mouvement social italien (dès 1972).
Au niveau national, elle est conseillère municipale de Milan (1980-1990) et de Varèse (1991), députée (1983-1987) et dirigeante de l'Alliance nationale. Députée européenne depuis 1989, elle est réélue une quatrième fois en 2004, avec 20 000 voix de préférence. 
Elle adhère à Futur et liberté pour l'Italie qu'elle quitte en octobre 2012.
Le 15 du même mois, elle adhère au groupe du CRE, après avoir fondé le Mouvement des conservateurs et des réformistes sociaux (MCRS). 